# TDRS-3
O TDRS-3, também conhecido por TDRS-C, é um satélite de comunicação geoestacionário estadunidense construído pela TRW. Ele é operado pela NASA. O satélite tinha uma expectativa de vida útil estimada em 10 anos. Em outubro de 2009, a NASA começou a desativação do TDRS-1, o TDRS-3 foi transferido para a posição orbital de 49 graus de longitude oeste, onde ele permanece no armazenamento desde o ano de 2014.

## Lançamento
O satélite foi lançado com sucesso ao espaço no dia 29 de setembro de 1988, às 15:37:00 UTC, abordo do ônibus espacial Discovery, durante a missão STS-26 a partir do Centro Espacial Kennedy, na Flórida, EUA. Ele tinha uma massa de lançamento de 2268 kg.